# Jordi Gómez
Jordi Gómez García-Penche, né le 24 mai 1985 à Barcelone, est un footballeur espagnol qui évolue actuellement au poste de milieu de terrain pour l' AC Omónia Nicosie.
Il devient l'un des 3 seuls joueurs espagnol à avoir réalisé un triplé en Premier League avec Fernando Torres et Santi Cazorla, lors de la victoire 3-2 de son équipe de Wigan, contre Reading, lors de la 13e journée de Premier League, lors de la saison 2012-2013[réf. nécessaire]

## Palmarès
- Wigan Athletic
  - FA Cup
    - Champion 2013